# 羅馬城市地圖

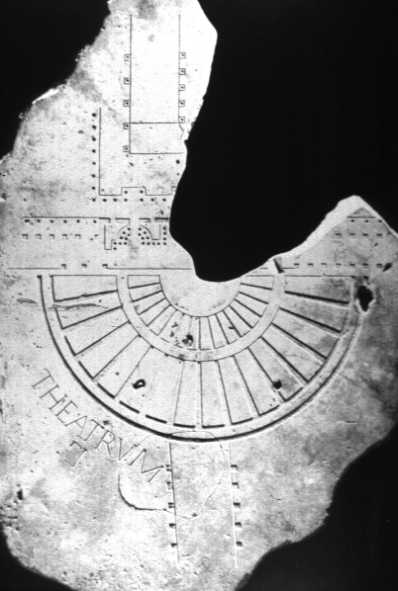
部分復原的羅馬城市地圖

羅馬城市地圖（Forma Urbis Romae）是一個巨大的刻在大理石上的古羅馬地圖，製作於203年至211年時期。這一地圖寬18公尺，高13公尺，雕刻在和平神廟的150個大理石板上。羅馬城市地圖在中世紀時逐漸被破壞。現在羅馬城市地圖已經恢復了約10%的部分。

## 外部連結
- Ancient World Mapping Center, Rome's Marble Plan （页面存档备份，存于）
- Stanford Digital Forma Urbis Romae Project （页面存档备份，存于）
- BBC news （页面存档备份，存于）